# Bezměrov
Bezměrov é uma comuna checa localizada na região de Zlín, distrito de Kroměříž.